# Partido Histórico
O Partido Histórico (1852–1876) foi uma formação política portuguesa fundada em torno de Nuno José Severo de Mendonça Rolim de Moura Barreto, 9.º conde de Vale de Reis, 2.º marquês de Loulé e 1.º duque de Loulé. Com a consolidação da Regeneração, começou a sentir-se a necessidade de um partido forte e bem organizado, que na oposição contrabalançasse o novo Partido Regenerador, e que se alternasse com ele no poder. Pelos padrões de hoje, eles poderiam ser descritos como de liberais progressistas de esquerda. Foi desta necessidade da vida constitucional que em 1852 nasceu o Partido Histórico, de que se tornou chefe, sem eleição, o duque de Loulé. O novo partido absorveu o que restava do Partido Setembrista.
O Partido Histórico foi pela primeira vez chamada a formar governo em 3 de Junho de 1856.
Com o objectivo de conseguir a maioria parlamentar que isoladamente nenhum dos dois partidos possuía, perante a implantação e experiência política do Partido Regenerador, pelo Pacto da Granja, celebrado a 7 de Setembro de 1876, o Partido Histórico fundiu-se com o Partido Reformista, formando o novo Partido Progressista, sob a liderança de Anselmo José Braamcamp.

## História

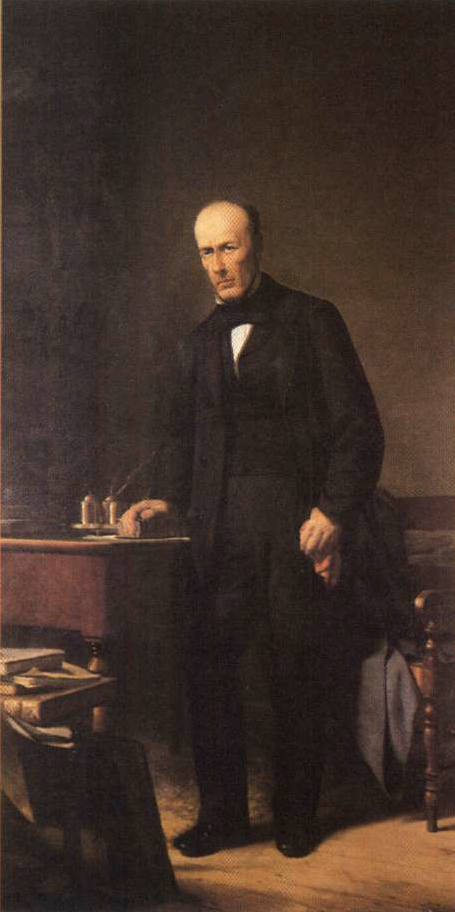
Alexandre Herculano, um dos principais ideólogos do Partido Histórico.

Em 1854, um conjunto de políticos em oposição ao grupo regenerador de Fontes Pereira de Melo e de Rodrigo da Fonseca começam a estruturar-se, embora sem constituírem um partido formal, mas inspirando-se nas figuras de Alexandre Herculano e Vicente Ferrer Neto Paiva. Com o seu nome, o partido queria referir-se à resistência "histórica" dos seus dirigentes à ditadura de Costa Cabral.
A 5 de setembro de 1856 foi emitido o manifesto da comissão eleitoral progressista de Lisboa. Já antes, em 3 de julho, O Portuguez anunciara que o partido progressista anunciaria em breve o respetivo programa, contrariamente do que faziam os regeneradores que nunca tivera um programa formal.

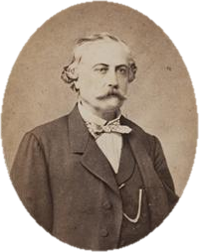
Nuno José Severo de Mendonça Rolim de Moura Barreto, 9.º conde de Vale de Reis, 2.º marquês de Loulé e 1.º duque de Loulé, o principal líder dos históricos.

Como a Rainha D. Maria II era partidária do Partido Regenerador, nenhum governo do Partido Histórico foi nomeado durante seu reinado. O seu marido, D. Fernando II, também manteve o Partido Regenerador durante o período em que foi regente do seu filho menor de idade, D. Pedro V. Isso só mudou quando D. Pedro V começou a governar de forma independente em 1855. No mesmo ano, ele nomeou o Duque de Loulé como chefe do governo pela primeira vez.
Sendo uma monarquia parlamentar oligárquica, os políticos tanto do Partido Regenerador quanto do Partido Histórico vieram da classe alta. Por se tratar de um grupo pequeno e autocontido de pessoas com as mesmas origens, formou-se um sistema de rotação regular no exercício do governo, denominado rotativismo na historiografia portuguesa. Assim que um partido deixava de ser capaz de exercer o governo, devolvia o seu mandato ao monarca, que então nomeava um chefe de governo da oposição. Só então o monarca dissolvia o parlamento, de modo que se assegurasse que o partido que acabava de assumir a responsabilidade governamental também obtivesse maioria parlamentar, o que era assegurado manipulando as eleições se necessário. Nesse sistema, os dois principais partidos revezavam-se na responsabilidade governamental, garantindo que ambos governassem quase ao mesmo tempo. Ao abrigo deste sistema, o Duque de Loulé e consequentemente o Partido Histórico dirigiram três vezes o governo.
De 1865 a 1868, uma grande coligação, o Governo da Fusão governou em Portugal sob o comando de Joaquim António de Aguiar. Sá da Bandeira, que se opôs à coligação com o Partido Regenerador, renuncia finalmente ao Partido Histórico juntamente com António José de Ávila para fundar o seu próprio partido, o Partido Reformista. Após a morte de Sá da Bandeira, os dois partidos reúnem-se e formam o Partido Progressista, que daria continuidade à tradição do Partido Histórico e também forma repetidamente o governo português. O líder da unificação foi Anselmo Braamcamp.

## Fações internas
Ao longo da história do partido, duas fações se sobressaíram:
- "Unha branca" (Duque de Loulé, Anselmo José Braamcamp): conservadores, pragmáticos, fusionistas, adeptos de alianças com os partidos da oposição, incluindo com o rival Partido Regenerador e ideologicamente próximo deste.
- "Unha negra" (José Elias Garcia, Latino Coelho, Joaquim Tomás Lobo de Ávila[5]): radicais liberais progressistas, secularistas, descendentes ideológicos do vintismo e do setembrismo, nacionalistas e democratizantes, rejeitavam quaisquer alianças, defendendo a independência da esquerda. Uma parte desta fação fundiria o Partido Reformista, após o Governo da Fusão.

## Resultados eleitorais

### Eleições legislativas
| Data            | Cl. | Votos | %            | +/-   | Deputados | +/- | Status                     |
| --------------- | --- | ----- | ------------ | ----- | --------- | --- | -------------------------- |
| 1856            | 1.º | N/D   | 72,0 / 100,0 |       | 116 / 162 |     | Governo                    |
| 1858            | 1.º | N/D   | 85,0 / 100,0 | 13    | 138 / 162 | 22  | Governo                    |
| 1860            | 2.º | N/D   | 8,0 / 100,0  | 77    | 15 / 179  | 123 | Oposição                   |
| 1861            | 1.º | N/D   | 78,0 / 100,0 | 70    | 137 / 177 | 122 | Governo                    |
| 1864            | 1.º | N/D   | 82,0 / 100,0 | 4     | 145 / 177 | 8   | Governo                    |
| 1865            |     | N/D   |              |       |           |     | Governo (Governo da Fusão) |
| 1867            |     | N/D   |              |       |           |     | Governo                    |
| 1868            | 2.º | N/D   |              |       | 9 / 177   |     | Oposição                   |
| 1869            |     | N/D   |              |       | 15 / 107  | 6   | Oposição                   |
| 1870 (Março)    | 1.º | N/D   | 85,0 / 100,0 |       | 75 / 107  |     | Governo                    |
| 1870 (Setembro) | 2.º | N/D   | 20,0 / 100,0 | 65    | 20 / 107  | 55  | Oposição                   |
| 1871            | 1.º | N/D   | 30,0 / 100,0 | 10    | 31 / 107  | 11  | Governo                    |
| 1874            | 2.º | N/D   |              | Baixa | 8 / 107   | 23  | Oposição                   |

## Históricos destacados

### Líderes
- Francisco António de Campos, 1.º Barão de Vila Nova de Foz Coa (1854–1859)
- Nuno José Severo de Mendonça Rolim de Moura Barreto, 9.º conde de Vale de Reis, 2.º marquês de Loulé e 1.º duque de Loulé (1859–1875)
- Anselmo José Braamcamp (1875–1876)

### Políticos
- Elias da Cunha Pessoa
- Júlio Sanches
- Alexandre Herculano
- Bispo de Viseu
- Saraiva de Carvalho
- Vicente Ferrer
- António José de Ávila
- José Silvestre Ribeiro
- José Jorge Loureiro
- Visconde de Sá da Bandeira
- Carlos Bento da Silva
- António Holtreman[8]